# Chimere Dike
Chimere Dike (Waukesha, 14 dicembre 2001) è un giocatore di football americano statunitense che milita nel ruolo di wide receiver per i Tennessee Titans della National Football League (NFL).

## Carriera universitaria

### Wisconsin
Nelle prime due stagioni a Wisconsin nel 2020 e 2021, Dike disputò 20 partite, di cui 7 come titolare, totalizzando 31 ricezioni per 461 yard e 2 touchdown. Nel 2022 partì come titolare in tutte le 13 partite, chiudendo con 47 ricezioni per 689 yard, 6 marcature su ricezione e una corsa corsa. Nel 2023 ebbe 19 ricezioni per 328 yard e un touchdown. A fine anno optò per cambiare istituto.

### Florida
Nel 2024 Dike si trasferì a giocare per i Florida Gators dove ritrovò il suo ex quarterback Graham Mertz. Nell'unica stagione con la squadra fece registrare 42 ricezioni per 783 yard e 2 touchdown..

## Carriera professionistica

### Tennessee Titans
Dike fu scelto nel corso del quarto giro (103º assoluto) del Draft NFL 2025 dai Tennessee Titans.